# Nils Persson (seglare)
Nils August Persson, född 11 februari 1879 i Stockholm, död 4 februari 1941 i Stockholm, var en svensk seglare.
Han seglade för KSSS. Han blev olympisk silvermedaljör i Stockholm 1912.